# 中田敦彦
中田 敦彦（なかた あつひこ、1982年〈昭和57年〉9月27日 - ）は、日本の元お笑い芸人、実業家、YouTuber。
お笑いコンビとしてはオリエンタルラジオ（相方は藤森慎吾）、歌手としてはダンス&ボーカルグループ・RADIO FISH、そしてYouTuberとしてはYouTubeチャンネル「中田敦彦のYouTube大学 - NAKATA UNIVERSITY」および「中田敦彦のトーク - NAKATA ATSUHIKO TALKS」として活動している。
2024年現在、中田はテレビでの活動を極力抑えており、代わりにYouTubeでの活動が中心となっている。
本名：中田 敦彦（なかだ あつひこ）。愛称は、あっちゃん。

## 略歴
1982年9月27日、佐賀県にて出生。生後1ヵ月頃に大阪府高槻市に転居。
小学校4年生の時、父親の仕事の都合で山口県山口市へ転居し、山口市立大内小学校に転入。児童会長や運動会の応援団長を務めた。
山口大学教育学部附属山口中学校に入学。父親の転勤により中学校3年生の時、東京学芸大学附属小金井中学校に転入。茶道部に所属。
1998年4月、東京学芸大学附属高等学校に進学。
2001年4月に慶應義塾大学経済学部経済学科入学。大学1年生の時、学園祭で漫才をするために、山口県の小学校時代の幼馴染とコンビを結成。学園祭後に解散。
同じく大学1年生の時、アルバイト先の保険会社の受付オペレーターをしていた藤森慎吾と出会う。
2003年8月1日に「オリエンタルラジオ」を結成。
2004年4月に吉本総合芸能学院 (NSC) 東京校に入学。
2004年、『M-1グランプリ』でNSC在籍中ながら準決勝に進出し、一躍注目を浴びる。「雑学芸人」として単独でクイズ番組などに出演。『雑学王』や『めちゃ×2イケてるッ!』の企画「抜き打ちテスト」など、いずれも好成績を収めている。
2007年3月に慶應義塾大学経済学部卒業。
2007年、『牛に願いを Love&Farm』（フジテレビ）でテレビドラマ初出演を果たした。
2011年4月、映画『津軽百年食堂』で初主演を務めた。
2011年から福田萌と交際。
2012年6月3日、同月5日に婚姻届を提出することを発表、同月4日に結婚記者会見を行った。
2014年、相方のSHINGOや弟のFISHBOYらと共にダンス&ボーカルグループ・RADIO FISHを結成。グループでは御神体という肩書きでパフォーマンスや多くの作詞を担当している。
2016年、6thシングル「PERFECT HUMAN」が話題となり、年末には『第67回NHK紅白歌合戦』にも出場した。
2018年11月、オンラインコミュニティの運営（現在の「PROGRESS」）を開始。
同年、RADIO FISHの弟分グループであるFAUSTのプロデュースを手掛けていた。
また、古畑奈和（SKE48）の1stミニアルバム「Dear 君とボク。」に収録されている3曲の作詞とサウンドプロデュースを担当した。
2019年4月より1年間、青山学院大学経営学部の客員講師を務めた。
同年4月19日よりカジサックの勧めで教育系YouTuberとして、文学や経済・歴史などを、参考文献を基に紹介し解説する動画を投稿している。
同年9月3日にYouTubeチャンネル「中田敦彦のYouTube大学」登録者数100万人。
2020年3月21日にYouTubeチャンネル「中田敦彦のYouTube大学」登録者数200万人。同年10月11日に300万人。
2020年12月28日、相方の藤森慎吾と共に吉本興業を同月末をもって退所することを発表した。
2021年3月より家族でシンガポールへ移住。
2021年7月19日にYouTubeチャンネル「中田敦彦のYouTube大学」登録者数400万人を達成した。
2021年7月20日、書籍『混沌を泳ぐ』を出版。
2021年8月8日、サステナブルブランド CVL（CARL VON LINNÉ）を発表。
2022年7月16日、YouTube番組『伝説の夫婦』（妻の福田萌とのMC）を公開。初回ゲストはカジサック夫妻。
2022年9月27日、生誕40周年記念ライブ『中田敦彦独演会』開催。11月26日にYouTube上に全編公開。
2022年11月19日、YouTube番組『オリラジアカデミー』を公開。初回テーマは「禁断のテレビ史」。
2022年12月31日に500万人突破を目指して約12時間の年越し生配信を行い、終了間際に宣言通り500万人を達成した。
2023年5月3日、テレビ東京「あちこちオードリー」に出演。
2023年7月6日、六本木EXシアターにて『中田敦彦独演会』開催。
2023年7月11日、RADIO FISHライブ「BELVA ROSSO」を渋谷Duo MUSIC EXCHANGEで開催。8月31日にYouTube上で全編公開。
2023年12月31日、RADIO FISH ライブ 「EUREKA」をZepp Namba ( OSAKA )で開催。

## 人物

### 家族
妻、長女、長男、次男がいる。妻はタレントの福田萌。
ペットの「チョビ」はマルチーズとトイプードルのミックス犬。
弟のFISHBOYは世界大会の優勝経験をもつダンサーであり、RADIO FISHのスキルマスター、プロダンスリーグD.LEAGUEのCyberAgent Legit監督、一般社団法人日本盆踊り協会顧問として活動している。

### 芸風

#### 挑戦し続ける姿勢
失敗や批判を恐れず、そこから得た学びをもとにまた挑戦し続ける姿勢や、仮説と検証のプロセスを回す力は、オリエンタルラジオの代名詞になったリズムネタ「武勇伝」、音楽ユニット「RADIO FISH」、YouTubeチャンネル『中田敦彦のYouTube大学』など幾度ものブレイクに繋がっている。

#### プレゼンテーション
『雨上がり決死隊のトーク番組アメトーーク!』や『やりすぎ都市伝説』の出演を切っ掛けにプレゼン芸についての評価が高まった。また、『しくじり先生 俺みたいになるな!!』やキングコング西野亮廣による『SA-CUS（サーカス）』への出演で、その能力に磨きがかかる。こうして培ったプレゼン芸およびトーク力は、受験勉強で培った情報整理能力との相乗効果により、YouTubeチャンネル『中田敦彦のYouTube大学』として花開く。

#### 教育系YouTuber
YouTubeチャンネル『中田敦彦のYouTube大学』では、「学ぶって、楽しい。」をテーマに、政治・経済・歴史・漫画・文学など様々なジャンルの書籍や時事問題をわかりやすく噛み砕き面白く解説している。YouTubeチャンネルのコメント欄での感想や批判をしっかり読み、受け入れ、改善することが、登録者数を増やすことに繋がっていった。

### 趣味

#### 茶道
幼少期より、茶道を嗜む母から千利休と秀吉についての話をよく聞いていた。
中学時代は茶道部に入部。漫画『へうげもの』を読み、更に茶道の世界に興味を持つ。
2022年1月、糸井重里との対談で、「自分の領域に全く及ばない趣味をすることにより自分の無力さに気付き、40〜50代でできるであろう壁を乗り越える力になる」と学ぶ。
同月、山田五郎との対談で「趣味でお金の使い方を学び、上手なお金の使い方をすることが大事」と学ぶ。特に、コレクション系の趣味とスキル系の趣味の両方を学ぶ事ができるという理由で茶道をすすめられる。
同年、松村宗亮に師事し、茶道稽古を始める。

### エピソード
- 弟は世界大会の優勝経験をもつダンサーであるRADIO FISHのFISHBOY[54]。
- 高校時代の同級生に平井理央[55][56]、内田舞がいる[56][57][58]。
- アニメ『新世紀エヴァンゲリオン』のファン。初恋の相手は綾波レイ。中学生時代、アニメの綾波の音声をMDに録音し、ヘッドフォンで聴きながら登校していた[59]。碇シンジ役の緒方恵美とも交流がある[60]。
- 高校生の頃からL'Arc〜en〜Cielのファンであり、hydeを尊敬している[61]。また、kenのソロ曲のPVに相方の藤森と共に参加したことがある[62]。初めて買ったCDは米米CLUB「ア・ブラ・カダ・ブラ」[63]。
- 思い入れのある『週刊少年ジャンプ』の漫画は『ジョジョの奇妙な冒険』『SLAM DUNK』『幽☆遊☆白書』『ドラゴンボール』[64]。その他の好きな漫画は『寄生獣』[65]。
- 関ジャニ∞の横山裕と大倉忠義が高卒認定試験を受験するという企画で彼らの家庭教師をしたことがある[66][67]。
- 座右の銘は「前言撤回」。

## 作品

### 楽曲提供
作詞
- 寺田有希
  - XENO（2019年12月27日）- カードゲーム「XENO」テーマソング。

プロデュース
- JUVENILE
  - Let me tell you now (feat. Zinee)（2021年4月20日）- 作詞：Zinee / 作曲・編曲：JUVENILE。番組『Win Win Wiiin』オープニング主題歌。

### ゲーム
- XENO（2019年10月）- カードゲーム。企画・考案。

### 書籍
- 芸人前夜（2013年11月27日、ワニブックス）ISBN 978-4-8470-9180-3
- 大合格 参考書じゃなくオレに聞け!（2017年4月8日、KADOKAWA）ISBN 978-4-04-601997-4
- 天才の証明（2017年11月2日、日経BP社）ISBN 978-4-8222-5921-1
- 僕たちはどう伝えるか（2018年9月19日、宝島社）ISBN 978-4-8002-8460-0
- 労働2.0 やりたいことして、食べていく（2019年3月16日、PHP研究所）ISBN 978-4-5698-4259-2
- 中田式 ウルトラ・メンタル教本 好きに生きるための「やらないこと」リスト41（2019年9月27日、徳間書店）ISBN 978-4-19-864935-7
- 勉強が死ぬほど面白くなる独学の教科書（2019年11月20日、SBクリエイティブ）ISBN 978-4815603830
- 幸福論 「しくじり」の哲学（2020年8月28日、徳間書店）ISBN 9784198651428
- 混沌を泳ぐ －PROGRESS STORY－（2021年7月19日、PROGRESS BOOKS）

## 出演

### テレビ番組
- 雨上がり決死隊のトーク番組アメトーーク!（テレビ朝日）
  - ジョジョの奇妙な芸人（2007年）
  - エヴァンゲリオン芸人、自転車芸人、中学の時イケてないグループに属してた芸人（2008年）
  - 勉強しかしてこなかった芸人（勉強大好き芸人）（2012年）
  - ツッコミの相方がおかしくなった芸人（2013年）など、多数の企画に出演。
- NERV購買部第3汐留出張所（2009年6月29日 - 8月1日、日本テレビ） - 『新世紀エヴァンゲリオン』一挙放送内の通販番組。
- 雑学王（2010年4月19日 - 2011年9月26日、テレビ朝日）
- 熱中スタジアム（2010年4月 - 2012年2月、NHK BS2→NHK BSプレミアム）
- 知りたがり!（2011年7月4日 - 2012年3月8日、フジテレビ） - 知りたがりすと（コメンテーター）
- クイズ!スピードキング（2011年10月12日 - 2012年3月28日、テレビ朝日）
- 特盛り!テストの花道（2012年4月7日 - 2013年3月30日、NHK Eテレ）
- 快脳!マジかるハテナ（2013年5月16日 - 8月15日、日本テレビ）
- Numer0n（2012年10月8日 - 2014年8月4日、フジテレビ）
- お願い!ランキング（2010年10月11日 - 2015年1月12日、テレビ朝日）
- やりすぎ都市伝説（2011年4月6日 - 2016年12月23日、テレビ東京）
- しくじり先生 俺みたいになるな!!（2014年10月3日 - 2017年9月17日、テレビ朝日） - 準レギュラー
  - しくじり先生presents 中田歴史塾（2016年9月11日、テレビ朝日）
- NHK高校講座・地理（2014年4月 - 2018年2月、NHK教育・NHK Eテレ） - 司会
- 俺の持論（2017年10月7日・11月11日・12月9日、テレビ朝日） - 論者として不定期出演。
- 白熱ライブ ビビット → ビビット（2015年3月30日 - 2018年3月28日、TBS）- 水曜日レギュラー[68]。
- 特捜警察ジャンポリス（2017年4月1日 - 2019年3月30日、テレビ東京） - MC、2014年4月から2017年3月はコンビ出演
- 中田敦彦のSTAND UP STUDY（2019年12月12日 - 12月19日 、テレビ朝日・AbemaTV）[69]
- 報道の日2024（2024年12月29日、TBS） - 司会[70]

### ネット配信
- Win Win Wiiin（2020年11月21日 - 2023年2月4日、YouTube）- PRESENTER[71]

### ラジオ
- オリエンタルラジオ中田敦彦のオールナイトニッポンPremium（2018年10月3日 - 2019年3月22日、ニッポン放送） - 水曜日パーソナリティー[72]。